# Хронологія світових рекордів з бігу на 3000 метрів з перешкодами серед чоловіків
Світові рекорди з бігу на 3000 метрів з перешкодами визнаються Світовою легкою атлетикою з-поміж результатів, які показали легкоатлети на сертифікованих стадіонах просто неба, за умови дотримання встановлених вимог.
Світова легка атлетика почала ратифікацію світових рекордів у цій дисципліні 1954 року.

## Хронологія рекордів
| Результат                             | Атлет                      | Місто змагань | Дата змагань | Примітки    | Відео            |
| ------------------------------------- | -------------------------- | ------------- | ------------ | ----------- | ---------------- |
| 8.49,6h                               | Шандор Рожньої Угорщина    | Берн          | 28.08.1954   |             |                  |
| 8.47,8h                               | Пентті Карвонен Фінляндія  | Гельсінкі     | 01.07.1955   |             |                  |
| 8.45,4h                               | Пентті Карвонен Фінляндія  | Осло          | 15.07.1955   |             |                  |
| 8.45,4h                               | Василь Власенко СРСР       | Москва        | 18.08.1955   |             |                  |
| 8.41,2h                               | Єжи Хромік Польща          | Брно          | 31.08.1955   |             |                  |
| 8.40,2h                               | Єжи Хромік Польща          | Будапешт      | 10.09.1955   |             |                  |
| 8.39,8h                               | Семен Ржищин СРСР          | Москва        | 14.08.1956   |             |                  |
| 8.35,6h                               | Шандор Рожньої Угорщина    | Будапешт      | 16.09.1956   |             |                  |
| 8.35,6h                               | Семен Ржищин СРСР          | Таллінн       | 21.07.1958   |             |                  |
| 8.32,0h                               | Єжи Хромік Польща          | Варшава       | 02.08.1958   |             |                  |
| 8.31,4h                               | Здзіслав Кшишков'як Польща | Тула          | 26.06.1960   |             |                  |
| 8.31,2h                               | Григорій Таран СРСР        | Київ          | 28.05.1961   |             |                  |
| 8.30,4h                               | Здзіслав Кшишков'як Польща | Валч          | 10.08.1961   |             |                  |
| 8.29,6h                               | Гастон Рулантс Бельгія     | Левен         | 07.09.1963   |             |                  |
| 8.26,4h                               | Гастон Рулантс Бельгія     | Брюссель      | 07.08.1965   |             |                  |
| 8.24,2h                               | Йоуко Куха Бельгія         | Стокгольм     | 17.07.1968   |             |                  |
| 8.22,2h                               | Володимир Дудін СРСР       | Київ          | 19.08.1969   |             |                  |
| 8.21,98                               | Керрі О'Браєн Австралія    | Берлін        | 04.07.1970   |             |                  |
| 8.20,8h                               | Андерс Гердеруд Швеція     | Гельсінкі     | 14.09.1972   |             |                  |
| 8.19,8h                               | Бен Джіпчо Кенія           | Гельсінкі     | 19.06.1973   |             |                  |
| 8.13,91                               | Бен Джіпчо Кенія           | Гельсінкі     | 27.06.1973   |             |                  |
| 8.10,4h                               | Андерс Гердеруд Швеція     | Осло          | 25.06.1975   |             |                  |
| 8.09,70                               | Андерс Гердеруд Швеція     | Стокгольм     | 01.07.1975   |             |                  |
| 8.08,02                               | Андерс Гердеруд Швеція     | Монреаль      | 28.07.1976   |             |                  |
| 8.05,4h                               | Генрі Роно Кенія           | Сіетл         | 13.05.1978   |             |                  |
| 8.05,35                               | Пітер Коеч Кенія           | Стокгольм     | 03.07.1989   |             |                  |
| 8.02,08                               | Мозес Кіптануї Кенія       | Цюрих         | 19.08.1992   |             |                  |
| 7.59,18                               | Мозес Кіптануї Кенія       | Цюрих         | 16.08.1995   |             |                  |
| 7.59,08                               | Вілсон Бойт Кіпкетер Кенія | Цюрих         | 13.08.1997   |             |                  |
| 7.55,72                               | Бернард Бармасаї Кенія     | Кельн         | 24.08.1997   |             |                  |
| 7.55,28                               | Брахім Буламі Марокко      | Брюссель      | 24.08.2001   |             |                  |
| 7.53,63                               | Саїф Саїд Шахін Катар      | Брюссель      | 03.09.2004   |             | Відео на YouTube |
| 7.52,11                               | Ламеча Гірма Ефіопія       | Париж         | 09.06.2023   | [ 1 ] [ 2 ] | Відео на YouTube |
| 1 рік, 317 днів від дати встановлення |                            |               |              |             |                  |